# Plutorectis dysmorpha
Plutorectis dysmorpha är en fjärilsart som beskrevs av Turner 1947. Plutorectis dysmorpha ingår i släktet Plutorectis och familjen säckspinnare. Inga underarter finns listade i Catalogue of Life.